# Walter Baco

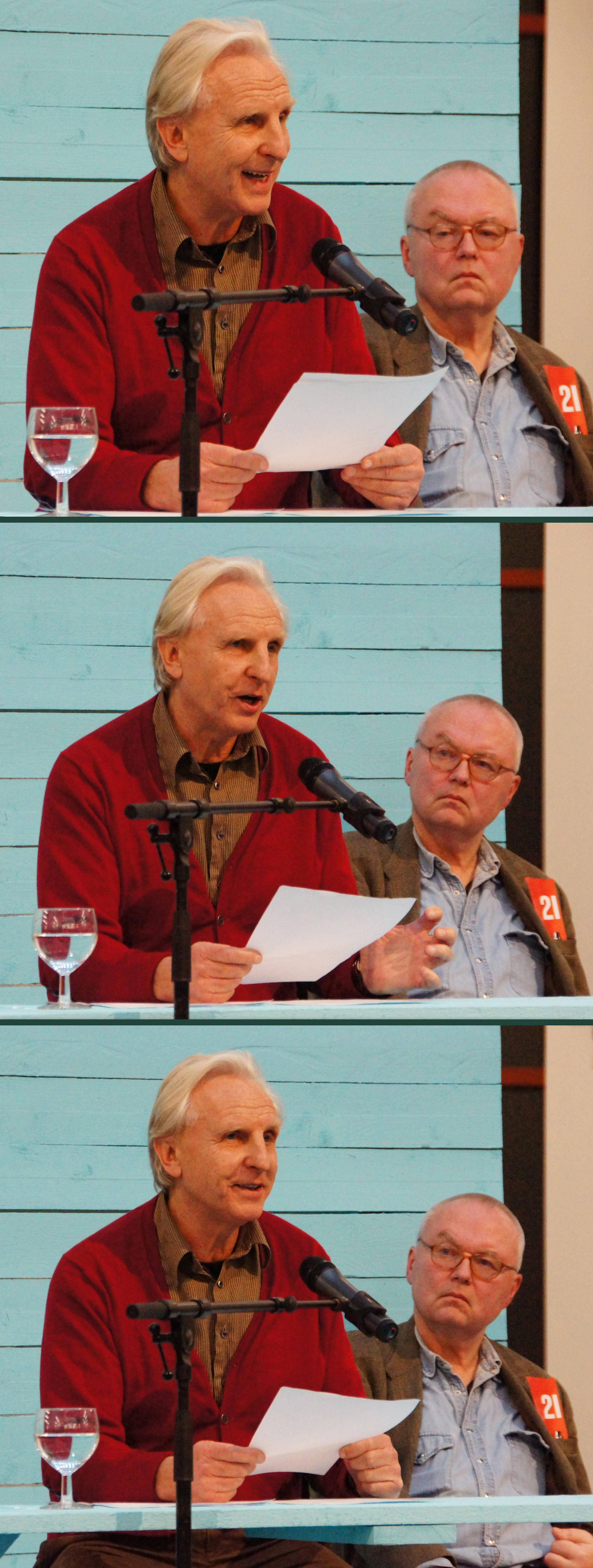
Walter Baco, Wien 2013; Im Hintergrund Moderator Gerhard Jaschke.

Walter Baco (* 1952 in Wien) ist Komponist, Schriftsteller, Regisseur, Choreograph und Performance-Künstler.

## Leben und Wirken
Walter Baco studierte Komposition für audiovisuelle Medien an der Hochschule für Musik und darstellende Kunst in Wien. Nach seinem Diplom 1981 absolvierte er 1985/86 ein Ergänzungsstudium am Institut für Harmonikale Grundlagenforschung zum Erwerb des mag.art. Er komponierte Musikstücke für TV und Bühne, schrieb Hörspiele und Drehbücher, gestaltete TV-Dokumentationen und entwickelte eigene Improvisations- und Cross-Over-Konzerte.
Baco gründete eine Reihe von Kulturinitiativen und Programmreihen, u. a. zur Leipziger Buchmesse. Er hielt Lesungen, Konzerte und Gastspiele in allen größeren Städten Österreichs sowie in Paris, Leipzig, Zürich, Frankfurt, Prag, Zagreb ab.
Er ist Mitglied der Grazer Autorenversammlung, des Literaturkreises Podium, der IGNM, des ÖKB. Weiters ist er als Vorstandsmitglied der Fachgruppe Komposition in der Gewerkschaft Kunst, Medien und freie Berufe tätig sowie als künstlerischer Leiter des Carousel Theaters und Geschäftsführer des Albatros Verlages. 2007 gründete Baco zudem die Plattform „Orchesterwelt“, die als Schnittstelle zwischen Komponisten und Interpreten dienen soll.

## Auszeichnungen
- Österreichischer Kulturbeitrag beim Europatag in Köln und in Bonn
- Theodor Körner Preis für Literatur
- Preis der Musikfabrik Edelhof, Niederösterreich
- 1. Preis beim Kreativwettbewerb zum Jahr des Wassers (2003)
- Einladung zum Steirischen Herbst (2004)
- Wiener Symphoniker Kompositionsstipendium (2005)
- Permanente Installation von Gedichten auf Europas größter Alm (seit 2005)
- Stadtschreiber in Neumarkt/Wallersee
- Stadtschreiber in Kastelruth/Südtirol
- Composer in Residence in Bad Tatzmannsdorf

## Werke
| - System Success – Anleitung zum Untergang (1990) - Die Nirwana Connection (1994) - "Die Zöglinge der Schwerkraft (1995) - LITERAtalk – Worte über Worte (1996) (Hrsg.) - Brainstorm (1998) - Darf ich dich einladen auf ein – Gefühl (2000) - Die Erhebung (2001) - Der endgültige Roman (2003) - Doctrine Supreme (2005) | - Freiheit – eine österreichische Anthologie - Das Gedicht der Gegenwart (2000) - Mein Mord am Freitag (2003) | - Treasures of a Poet - Klangwelt - Timeless - Solitaire - Das harmonische Spiel - Flames - Christmas Blues - EuroPiano | - Das getanzte Gedicht - Lautbild-Wortklang (Hrsg.) - Charisma |

## Rezensionen
- "Der Österreicher Walter Baco gehört zu den ganz großen Schriftstellern unserer Zeit. Der Beweis: sein Roman 'Die Nirwana Connection'. Die spannende Handlung schraubt sich in Windeseile nach oben, überschlägt sich förmlich. Fast in jedem Detail findet sich Absurdes und Absonderliches der heutigen Zivilisation... Der große Roman unserer Zeit? Dem ist nichts hinzuzufügen."[1]
- "Die in viele Kapitelchen geteilte Story überzeugt nicht; hier windet sich ein Autor, der sich kritisch geben, aber niemanden kritisieren und dabei doch ein Buch füllen will. Ich nehme an, die Bibliothek Neumarkt bekommt dieses Buch geschenkt und die Bibliothek Seekirchen wird es anschaffen, auf dass die Seekirchner – am anderen Ende des Wallersees – etwas zu kritisieren haben. Der Rest von Europa mit Schwerpunkt auf die Öffentlichen Bibliotheken Österreichs kann durchaus verzichten."[2]